# Milton Carruth
(Jesse) Milton Carruth est un monteur et réalisateur américain, né le 23 mars 1899 à Coronado (Californie), mort le 7 septembre 1972 à Los Angeles (Californie).

## Biographie
Milton Carruth fait carrière au sein d'Universal Pictures et contribue comme monteur à cent-vingt-trois films américains, sortis entre 1929 et 1966.
Mentionnons Dracula de Tod Browning (1931, avec Béla Lugosi et Helen Chandler), Femme ou Démon de George Marshall (1939, avec Marlène Dietrich et James Stewart), L'Ombre d'un doute d'Alfred Hitchcock (1943, avec Teresa Wright et Joseph Cotten), ou encore Mirage de la vie de Douglas Sirk (1959, avec Lana Turner et John Gavin).
Fait particulier, il monte Le Secret magnifique de John M. Stahl (1935, avec Robert Taylor et Irene Dunne), puis son remake sous le même titre de Douglas Sirk (1954, avec Rock Hudson et Jane Wyman).
En outre, Milton Carruth est le réalisateur de sept films, le premier sorti en 1936, les suivants en 1937.

## Filmographie

### Comme monteur (sélection)
- 1929 : Une nuit hystérique (One Hysterical Night) de William J. Craft
- 1929 : Shanghai Lady de John S. Robertson
- 1930 : Les Révoltés (Outside the Law) de Tod Browning
- 1930 : À l'Ouest, rien de nouveau (All Quiet on the Western Front) de Lewis Milestone
- 1931 : L'Homme de fer (Iron Man) de Tod Browning
- 1931 : Three Rogues de Benjamin Stoloff
- 1931 : Dracula de Tod Browning
- 1932 : La Momie (The Mummy) de Karl Freund
- 1932 : Histoire d'un amour (Back Street) de John M. Stahl
- 1932 : Double Assassinat dans la rue Morgue (Murders in the Rue Morgue) de Robert Florey
- 1933 : Destination inconnue (Destination Unknown), de Tay Garnett
- 1933 : Une nuit seulement (Only Yesterday) de John M. Stahl
- 1934 : Et demain ? (Little Man, What Now ?) de Frank Borzage
- 1934 : Let's Be Ritzy d'Edward Ludwig
- 1935 : Le Secret magnifique (Magnificent Obsession) de John M. Stahl
- 1935 : Le Monstre de Londres (Werewolf of London) de Stuart Walker
- 1936 : Le Billet fatal (Two in a Crowd) d'Alfred E. Green
- 1936 : La Fille de Dracula (Dracula's Daughter) de Lambert Hillyer
- 1939 : Femme ou Démon (Destry Rides Again) de George Marshall
- 1939 : Veillée d'amour (When Tomorrow Comes) de John M. Stahl

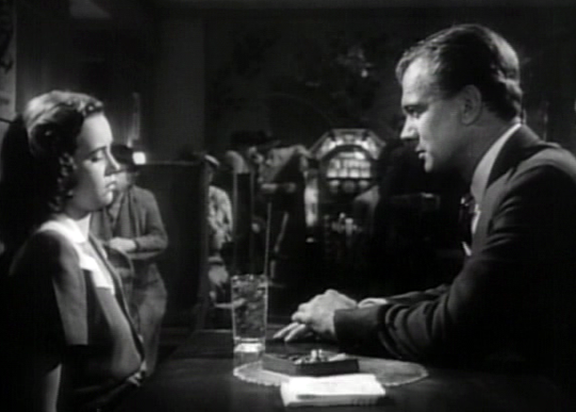
Teresa Wright et Joseph Cotten,
dans L'Ombre d'un doute (1943)

- 1940 : The Boys from Syracuse d'A. Edward Sutherland
- 1940 : Hired Wife de William A. Seiter
- 1941 : Hellzapoppin' d'H. C. Potter
- 1941 : Men of the Timberland de John Rawlins
- 1942 : La Tombe de la Momie (The Mummy's Tomb) de Harold Young
- 1942 : Private Buckaroo d'Edward F. Cline
- 1943 : Rencontre à Londres (Two Tickets to London) d'Edwin L. Marin
- 1943 : L'Ombre d'un doute (Shadow of a Doubt) d'Alfred Hitchcock
- 1943 : La Femme gorille (Captive Wild Woman) d'Edward Dmytryk
- 1944 : Le Suicide du Professeur X (Weird Woman) de Reginald Le Borg
- 1944 : Les Yeux d'un mort (Dead Man's Eyes) de Reginald Le Borg
- 1945 : Soudan (Sudan) de John Rawlins
- 1946 : Le Passage du canyon (Canyon Passage) de Jacques Tourneur
- 1946 : Night in Paradise d'Arthur Lubin
- 1947 : Une vie perdue (Smash-Up, the Story of a Woman) de Stuart Heisler
- 1947 : Moments perdus (The Lost Moment) de Martin Gabel
- 1948 : Les Amants traqués (Kiss the Blood Off My Hands) de Norman Foster
- 1948 : Le Sang de la terre (Tap Roots) de George Marshall
- 1948 : Ma femme et ses enfants (Family Honeymoon) de Claude Binyon
- 1949 : Une femme joue son bonheur (The Lady Gambles) de Michael Gordon
- 1949 : La Belle Aventurière (The Gal Who Took the West) de Frederick de Cordova
- 1950 : L'Araignée (Woman in Hiding) de Michael Gordon
- 1950 : L'Impasse maudite (One Way Street) de Hugo Fregonese
- 1950 : Louise (Louisa) d'Alexander Hall
- 1950 : Kansas en feu (Kansas Raiders) de Ray Enright
- 1950 : Francis, le mulet qui parle (Francis) d'Arthur Lubin
- 1951 : Quand les tambours s'arrêteront (Apache Drums) de Hugo Fregonese
- 1951 : Deux GI en vadrouille (Up Front) d'Alexander Hall
- 1951 : La Nouvelle Aurore (Bright Victory) de Mark Robson
- 1952 : Ça pousse sur les arbres (It Grows on Trees) d'Arthur Lubin
- 1953 : Désir de femme (All I Desire) de Douglas Sirk
- 1953 : La Belle Rousse du Wyoming (The Redhead from Wyoming) de Lee Sholem
- 1953 : Take Me to Town de Douglas Sirk
- 1953 : L'Héroïque Lieutenant (Column South) de Frederick de Cordova
- 1953 : Le Justicier impitoyable (Back to God's Country) de Joseph Pevney
- 1954 : Taza, fils de Cochise (Taza, Son of Cochise) de Douglas Sirk
- 1954 : Le Secret magnifique (Magnificent Obsession) de Douglas Sirk
- 1954 : Le Signe du païen (Sign of the Pagan) de Douglas Sirk
- 1955 : Tornade sur la ville (The Man from Bitter Ridge) de Jack Arnold
- 1955 : Le Fleuve de la dernière chance (Smoke Signal) de Jerry Hopper
- 1955 : Son seul amour (One Desire) de Jerry Hopper
- 1955 : Francis in the Navy d'Arthur Lubin
- 1955 : Le Culte du cobra (Cult of the Cobra) de Francis D. Lyon
- 1956 : Les Piliers du ciel (Pillars of the Sky) de George Marshall
- 1957 : Mon homme Godfrey (My Man Godfrey) de Henry Koster
- 1958 : Le Démon de midi (The Happy Feeling) de Blake Edwards
- 1958 : Femmes devant le désir (The Female Animal) de Harry Keller
- 1958 : Vacances à Paris (The Perfect Furlough) de Blake Edwards
- 1959 : Confidences sur l'oreiller (Pillow Talk) de Michael Gordon
- 1959 : Mirage de la vie (Imitation of Life) de Douglas Sirk
- 1960 : Le Diable dans la peau (Hell Bent for Leather) de George Sherman
- 1960 : Meurtre sans faire-part (Portrait in Black) de Michael Gordon
- 1961 : Au rythme des tambours fleuris (Flower Drum Song) de Henry Koster
- 1961 : Histoire d'un amour (Back Street) de David Miller
- 1962 : Un mari en laisse (If a Man Answers) de Henry Levin
- 1963 : Les Lycéennes (Tammy and the Doctor) de Harry Keller
- 1963 : Le Piment de la vie (The Thrill of It All) de Norman Jewison

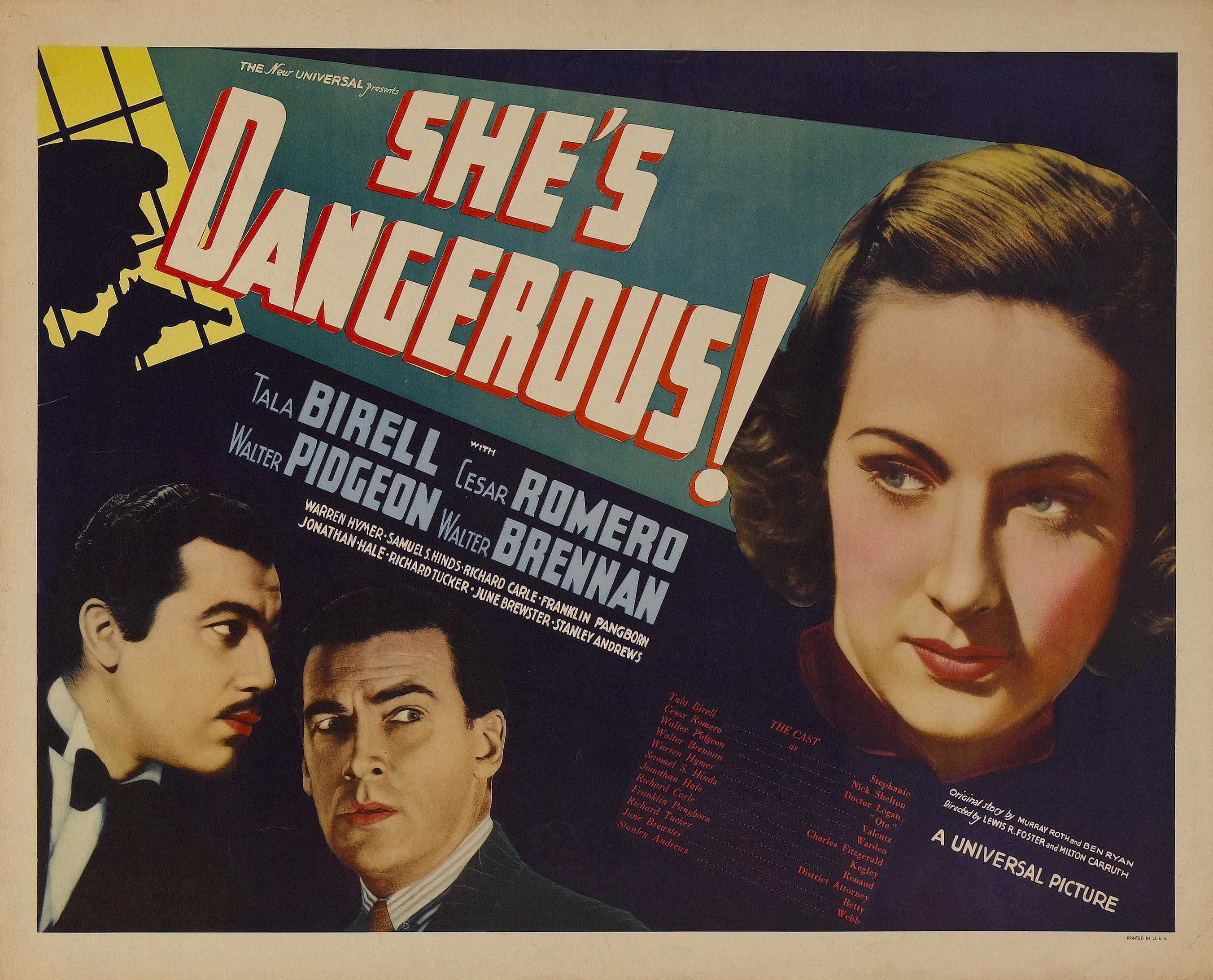
Poster promotionnel pour Blonde dynamite (1937, réalisateur)

- 1964 : Le Retour d'Aladin (The Brass Bottle) de Harry Keller
- 1965 : Gare à la peinture (The Art of Love) de Norman Jewison
- 1966 : Madame X de David Lowell Rich
- 1966 : Les Filles et comment s'en servir (The Pad and How to use It) de Brian G. Hutton

### Comme réalisateur (intégrale)
- 1936 : Love Letters of a Star, coréalisé par Lewis R. Foster, avec C. Henry Gordon, Hobart Cavanaugh (+ scénariste)
- 1937 : Blonde dynamite (She's Dangerous!), coréalisé par Lewis R. Foster, avec Tala Birell, Walter Pidgeon, Cesar Romero
- 1937 : Breezing Home, avec Binnie Barnes, William Gargan
- 1937 : The Man in Blue, avec Edward Ellis, Richard Carle
- 1937 : Reported Missing, avec William Gargan, Jean Rogers
- 1937 : The Lady Fights Back, avec Kent Taylor, William Lundigan
- 1937 : Some Blondes Are Dangerous, avec William Gargan, Noah Beery Jr.